# Main-Neckar-Rhein-Weg

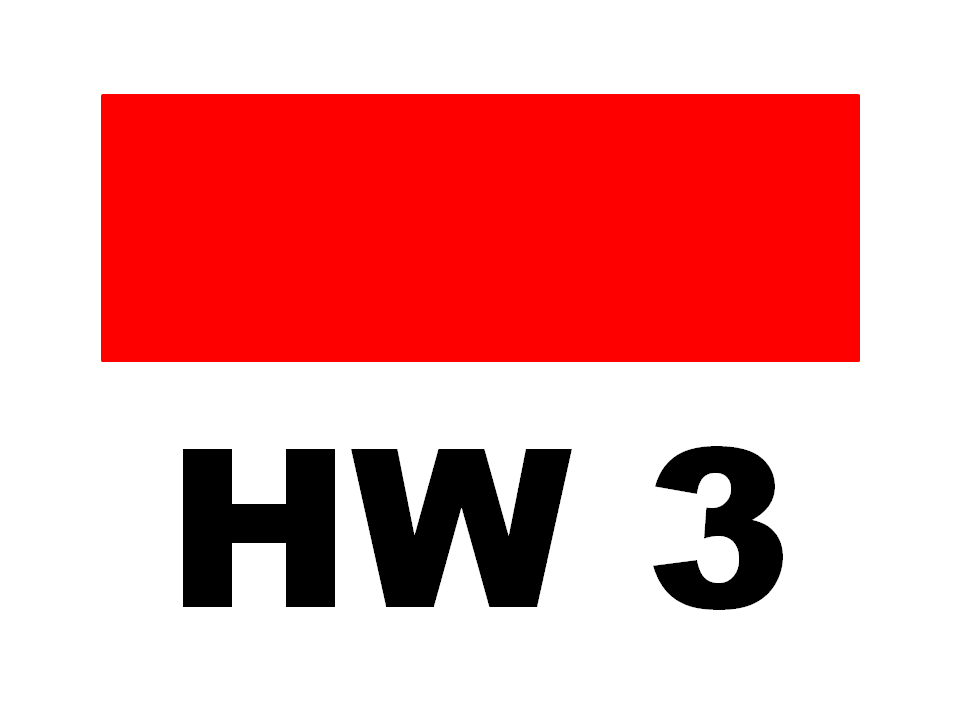
Wegzeichen des Main-Neckar-Rhein-Weges

Der Main-Neckar-Rhein-Weg oder Wanderweg Baden-Württemberg ist ein 540 Kilometer langer Fernwanderweg, der 1978 aus Anlass des 25-jährigen Jubiläums des Landes Baden-Württemberg angelegt wurde. Er führt vom ehemals badischen Wertheim am Main über württembergisches und hohenzollerisches Gebiet zu den Städten Esslingen, Tübingen und Villingen-Schwenningen am Neckar. Dann geht es wieder nach Baden bis zum Endpunkt Lörrach.
Von Wertheim bis Villingen-Schwenningen ist der Weg zugleich Hauptwanderweg 3 (HW 3) des Schwäbischen Albvereins. Die weitere Strecke bis Lörrach wird vom Schwarzwaldverein betreut.

## Wegverlauf

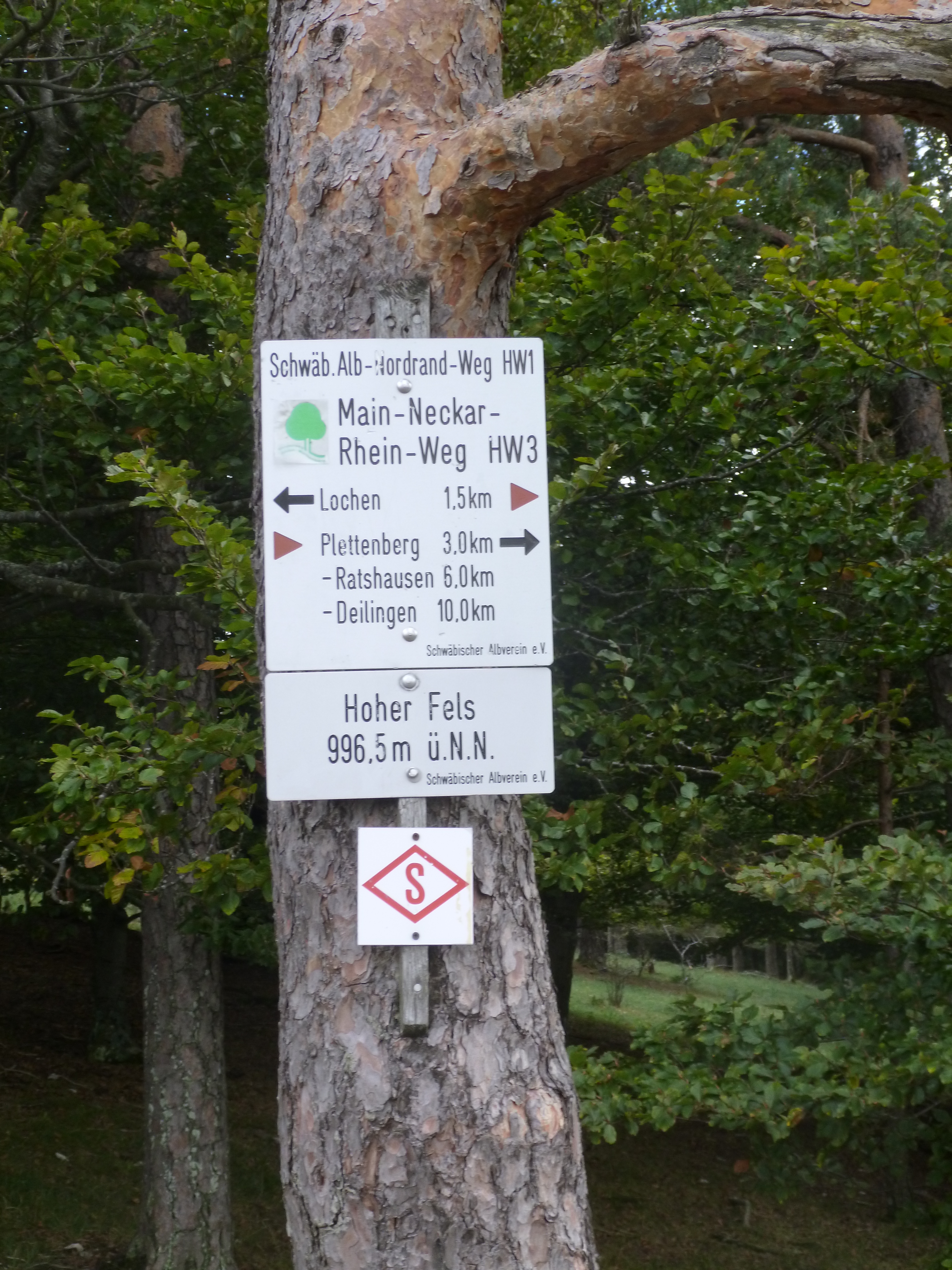
Zwei Hauptwanderwege des Schwäbischen Albvereins treffen für ein kurzes Stück zusammen: der HW 1 und der HW 3 am Lochenstein

Der Main-Neckar-Rhein-Weg beginnt in Wertheim und folgt zunächst dem Lauf der Tauber flussaufwärts über Tauberbischofsheim und Bad Mergentheim nach Weikersheim. Nun geht es südlich über die Hohenloher Ebene weiter. Bei Langenburg wird die Jagst erreicht, bei Schwäbisch Hall der Kocher.
Durch den Schwäbischen Wald kommt der Wanderer nach Lorch an der Rems und am römischen Limes. Jetzt zieht der Weg nach Westen und erreicht bei Esslingen erstmals den Neckar. Der Wanderweg Baden-Württemberg folgt dem Flusslauf und gelangt bei der ehemaligen Zisterzienserabtei Bebenhausen zur alten Universitätsstadt Tübingen.
Hinter Rottenburg führt der Main-Neckar-Rhein-Weg zur Schwäbischen Alb. Über Hechingen und die Burg Hohenzollern wird der Albtrauf erreicht. Hier vereinigt sich der Weg mit dem Schwäbische-Alb-Nordrand-Weg (Hauptwanderweg 1) und führt über mehrere der höchsten Berge der Alb: Plettenberg, Oberhohenberg und Lemberg.
Beim Dreifaltigkeitsberg verlässt der Wanderweg Baden-Württemberg die Schwäbische Alb und strebt über Spaichingen und Villingen-Schwenningen dem Schwarzwald zu. Im Tal der Breg geht es aufwärts nach Furtwangen. Kurz darauf erreicht der Main-Neckar-Rhein-Weg den Westweg des Schwarzwaldvereins, dessen Verlauf er nunmehr folgt.
Über Titisee-Neustadt und den Titisee gelangt der Wanderer zum Feldberg. Nun geht es mit der östlichen Variante des Westwegs weiter über das Herzogenhorn, den Blößling, den Hochkopf und die Hohe Möhr. Vorbei an Schopfheim erreicht der Wanderweg Baden-Württemberg seinen Endpunkt Lörrach.

## Markierung

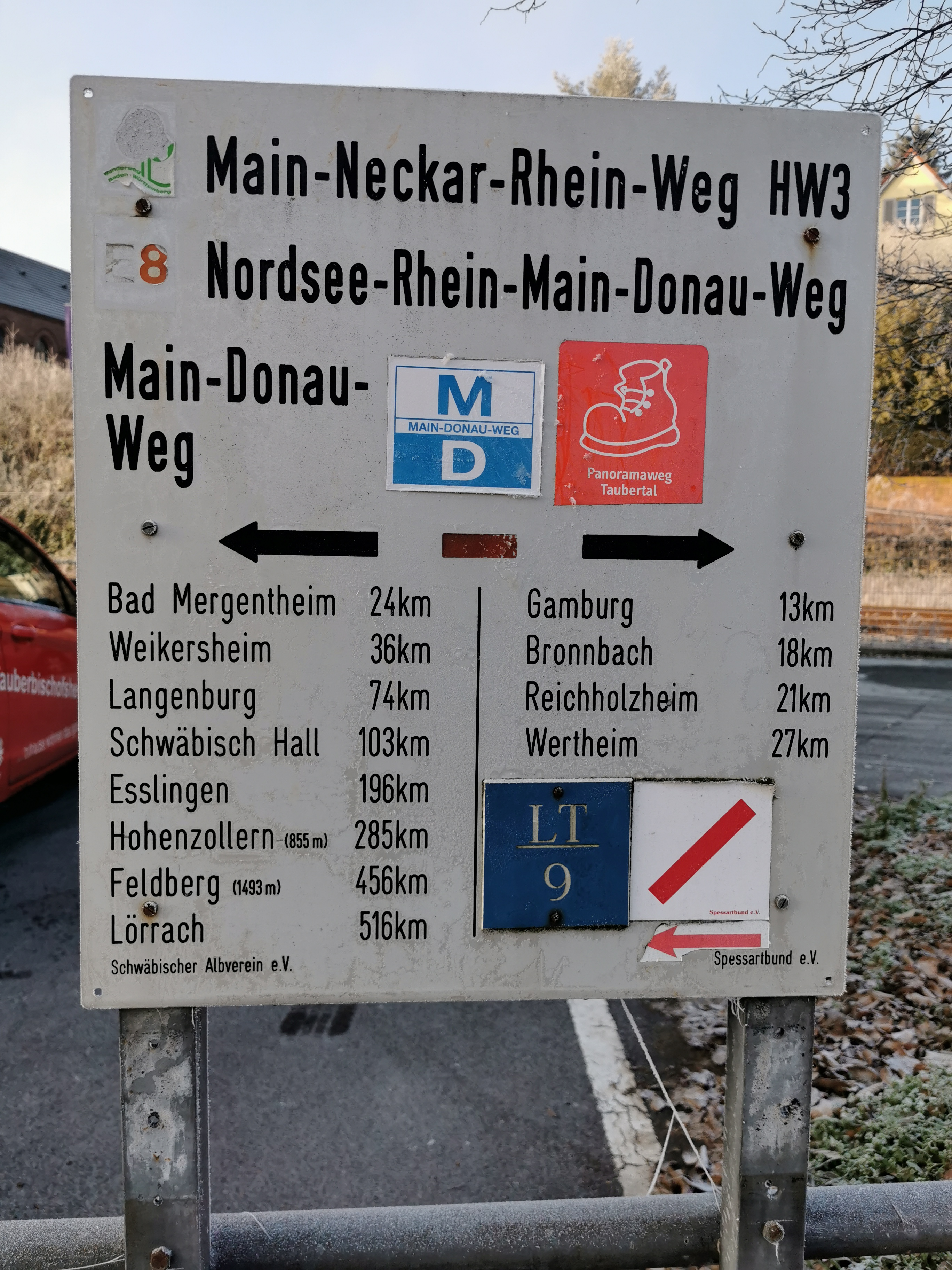
Hinweis auf den Main-Neckar-Rhein-Weg sowie die Kreuzung mit anderen Wanderwegen auf einer Informationstafel in Tauberbischofsheim

Durchgängige Markierung des Wanderwegs Baden-Württemberg ist ein stilisierter grüner Baum auf einem stilisierten grünen Hügel mit einem roten Balken zuunterst.
Zwischen Wertheim und Villingen-Schwenningen fungiert der Weg zugleich als Hauptwanderweg 3 des Schwäbischen Albvereins und ist daher nach dem Schema dieser Hauptwanderwege mit einem roten Querbalken auf weißem Hintergrund markiert. Meist, aber nicht immer, findet sich die Bezeichnung „HW 3“ in schwarzer Farbe unter- oder oberhalb des Balkens.
Zwischen Furtwangen und Lörrach dient die rote Raute des Westwegs als Markierung.

## Sehenswürdigkeiten am Wege
- Im ersten Teil der Strecke verbindet der Weg mehrere bekannte Burgen und Schlösser Baden-Württembergs: Wertheim, Gamburg, Bad Mergentheim, Weikersheim, Langenburg und die Comburg bei Schwäbisch Hall.
- Mittelalterliche Ortsbilder vor allem von Schwäbisch Hall, Esslingen am Neckar und Tübingen

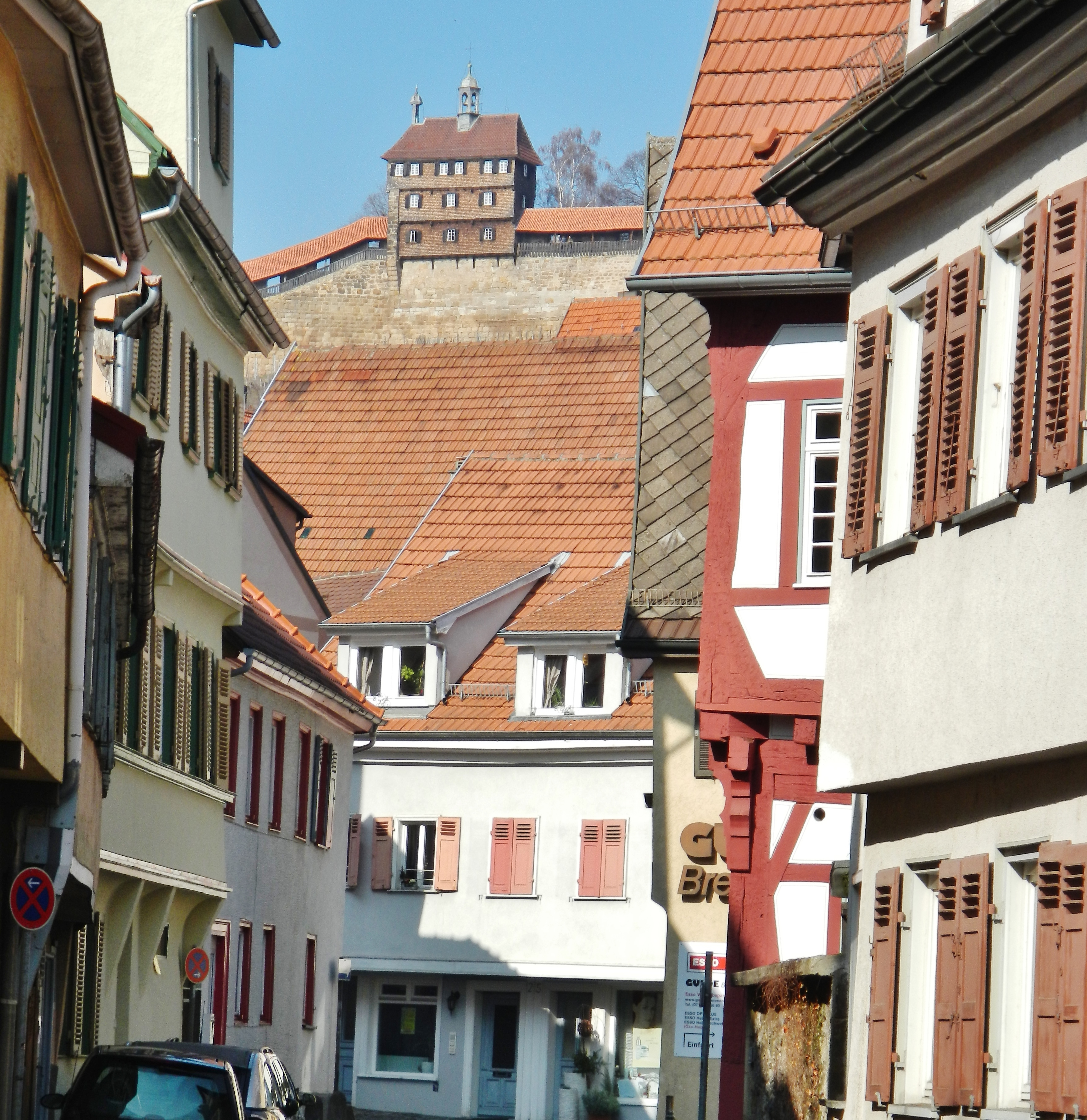
Blick zur Burg in der ehemaligen freien  Reichsstadt Esslingen am Neckar
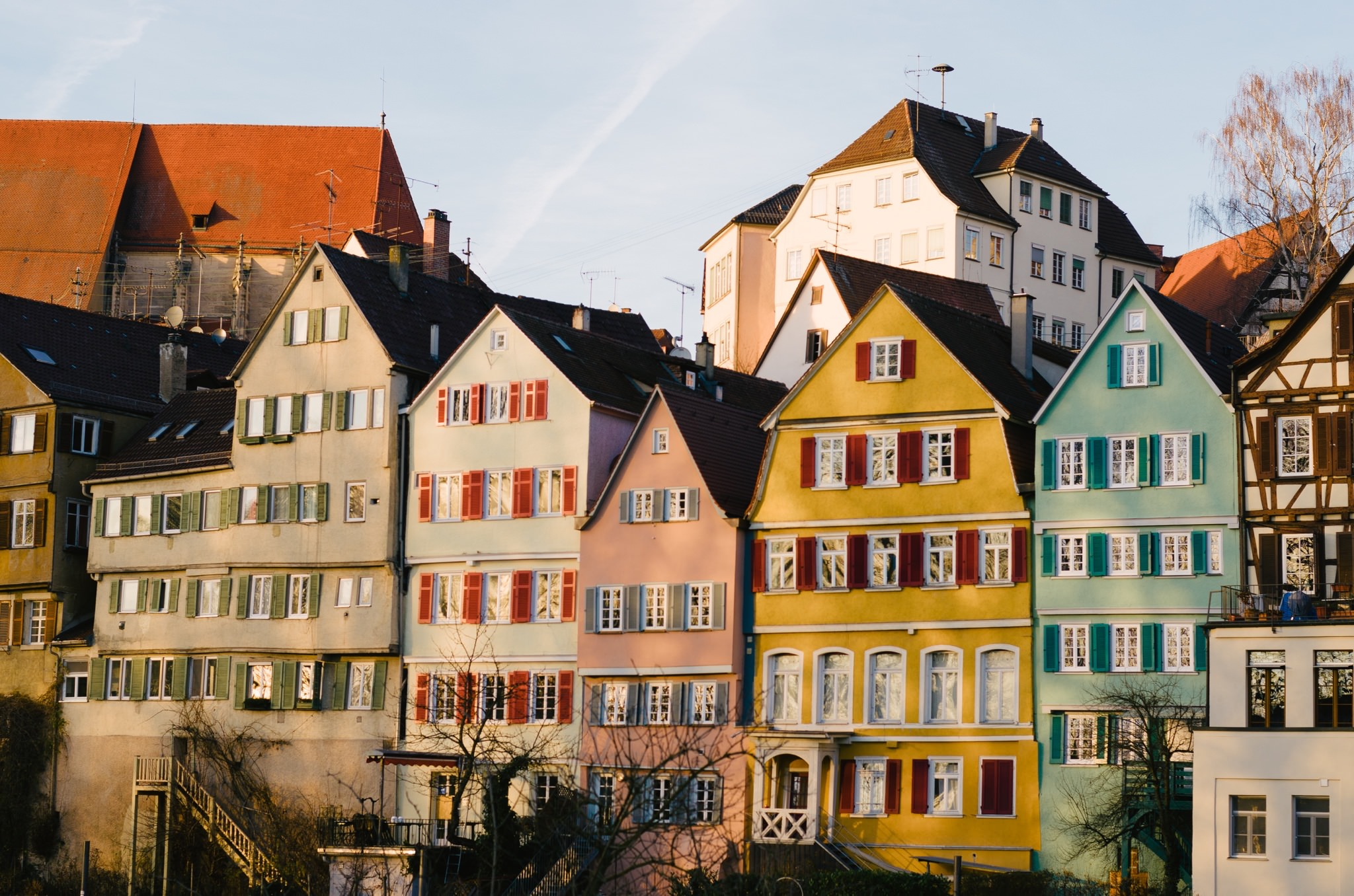
Farbenfrohe Fassaden am Neckarufer der alten Universitätsstadt Tübingen
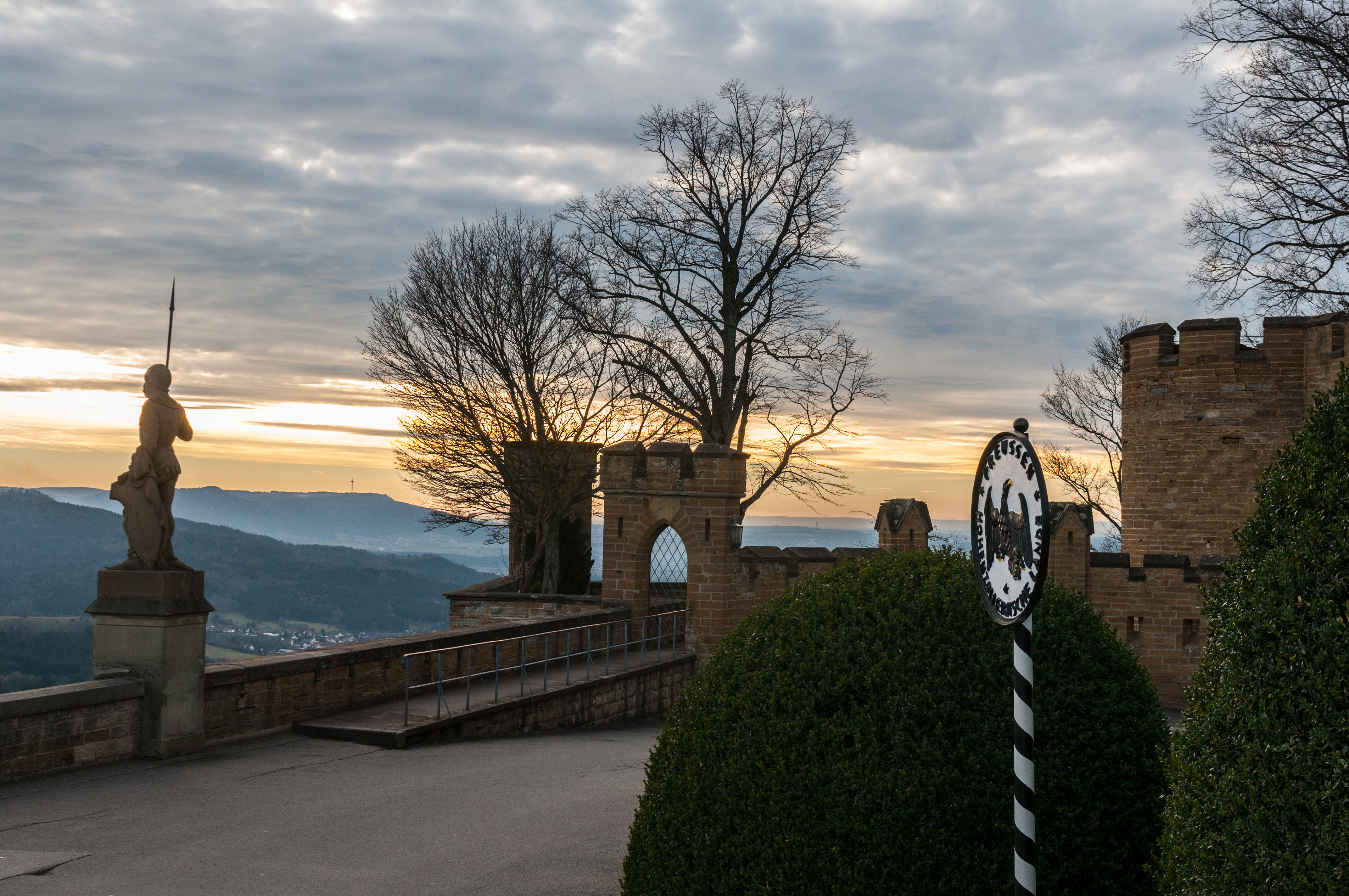
Blick von der Burg Hohenzollern zum Albtrauf